# Kaakkurijärvi (Gällivare socken, Lappland, 748479-175904)
Kaakkurijärvi är en sjö i Gällivare kommun i Lappland och ingår i Kalixälvens huvudavrinningsområde.